# فرودگاه فورت کولینز داون‌تاون
فرودگاه فورت کولینز داون‌تاون (به انگلیسی: Fort Collins Downtown Airport) یک فرودگاه همگانی بهره‌برداری هوایی است که یک باند فرود آسفالت دارد و طول باند آن ۱۶۲۳ متر است. این فرودگاه در کشور ایالات متحده آمریکا قرار دارد و در ارتفاع ۱۵۰۵ متری از سطح دریا واقع شده است.